# Kim Hye-soo

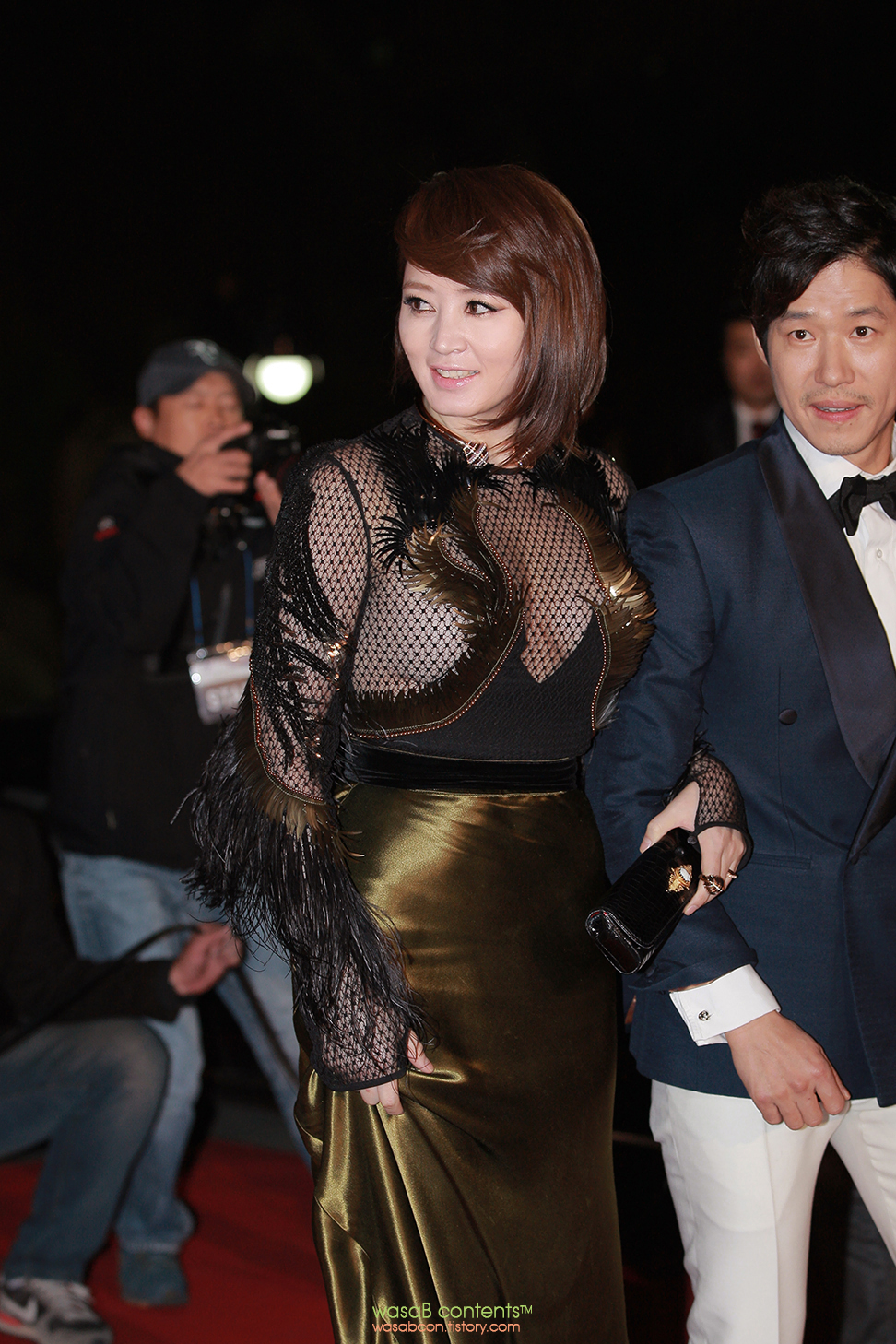
Kim Hye-Soo (2013)

Kim Hye-soo (kor. 김혜수, hancha: 金憓秀; ur. 5 września 1970 w Pusanie) – południowokoreańska aktorka.

## Historia
Aktorka uczęszczała do Dongguk University oraz do Sungkyunkwan University Graduate School w Korei Południowej. Kim zadebiutowała w filmie Ggambo w 1986 roku, kiedy była uczennicą pierwszej klasy liceum. Zagrała w wielu dramatach telewizyjnych, a także w wielu filmach, w których grała role główne i drugoplanowe. Ma dwóch młodszych braci, którzy także są aktorami – Kim Dong-hyeona i Kim Dong-hee.

## Filmografia

### Filmy
| Rok  | Tytuł                                        | Rola                            |
| ---- | -------------------------------------------- | ------------------------------- |
| 1986 | Ggambo                                       |                                 |
| 1986 | Suleong-eseo geonjin naettal 2               |                                 |
| 1988 | Geu majimak gyeoul                           |                                 |
| 1988 | Eoreundeul-eun molrayo                       | Young-ae                        |
| 1990 | Oseam                                        |                                 |
| 1991 | Ilh-eobeolin neo                             |                                 |
| 1993 | Cheot sarang                                 | Park Young-shin                 |
| 1994 | Naneun somanghanda naege geumjidoen geos-eul |                                 |
| 1994 | Historia życia i śmierci Hollywood Kida      |                                 |
| 1994 | Blue Seagull                                 |                                 |
| 1995 | Yeongwonhan jegug                            |                                 |
| 1995 | Namjaneun goelowo                            |                                 |
| 1995 | Dr. Bong                                     |                                 |
| 1997 | Change                                       | Ko Eun-bi                       |
| 1997 | Mister Condom                                |                                 |
| 1998 | Zzim                                         |                                 |
| 1998 | Too Tired to Die                             | Anouk                           |
| 1999 | Doctor K                                     | Pyo Ji-soo                      |
| 2001 | Shinlaui dalbam                              | Min Ju-ran                      |
| 2002 | Trzy (segment "Memories")                    | Żona                            |
| 2002 | YMCA Yagudan                                 | Min Jong-rim                    |
| 2004 | Eolguleobtneun minyeo                        | Ji-su                           |
| 2005 | Czerwone pantofelki                          | Sun-jae                         |
| 2006 | Tajja                                        | Madam Jeong                     |
| 2007 | Baram-pigi joheun nal                        | Dew                             |
| 2007 | Johji-anihanga                               | Mi-kyung                        |
| 2007 | Yeolhan-beonjjae eomma                       | Kobieta                         |
| 2008 | Modern Boy                                   | Jo Nan-sil                      |
| 2008 | Yongseo                                      | Narratorka filmu dokumentalnego |
| 2010 | Yicheungui akdang                            | Hyun-joo                        |
| 2012 | Dodookdeul                                   | Pepsee                          |
| 2013 | Gwansang                                     | Yeon-hong                       |
| 2015 | Chinatown                                    | Ma Woo-hee ("Matka")            |
| 2016 | Goodbye Single                               | Joo-yeon                        |
| 2017 | Sojunghan yeoin                              | Na Hyun-jung                    |
| 2018 | Gukga-budo-eui nal                           | Han Shi-hyeon                   |

### Telewizja
| Rok     | Tytuł                                 | Rola                             | Stacja telewizyjna |
| ------- | ------------------------------------- | -------------------------------- | ------------------ |
| 1988    | Sun Shim-yi                           | Sun Shim-yi                      | KBS                |
| 1989    | Senoya                                |                                  | KBS                |
| 1990    | Jaemiitneun sesang                    | Seo Byung-sook                   | MBC                |
| 1991    | Jangmibit insaeng                     | Chae Jeong-seo                   | MBC                |
| 1993    | Pilot                                 | Lee Ji-won                       | MBC                |
| 1994    | Nunmeon saeui nolae                   | Seok Kyung                       | MBC                |
| 1994    | Tokkaebiga ganda                      |                                  | SBS                |
| 1994-98 | Jjak                                  | Hae-soon                         | MBC                |
| 1995    | Yeonaeui kicho                        | Il-young                         | MBC                |
| 1995    | salang-gwa gyeolhon                   | Seo Ye-hee                       | MBC                |
| 1996    | Sakwa kkot hyangki                    | Seo Kyung-joo                    | MBC                |
| 1996    | Gomtang                               |                                  | SBS                |
| 1997    | Boksuhyeoljeon                        | Jung Mi-kyung                    | MBC                |
| 1999    | Uri-ga Jeong-mal Sarang-hae-sseul-kka | Lee Shin-young                   | MBC                |
| 1999    | Kuk-hee                               | Min Kuk-hee                      | MBC                |
| 2000    | Hwang geum shi dae                    | Kim/Choi Hee-kyung               | MBC                |
| 2002    | Jang Hee-bin                          | Jang Hui-bin                     | KBS2               |
| 2005    | Hankangsutareyong                     | Yoon Ga-young                    | MBC                |
| 2009    | Style                                 | Park Ki-ja                       | SBS                |
| 2010    | Jeulgeoun naui jib                    | Kim Jin-seo                      | MBC                |
| 2011    | Kkonminam ramyeongage                 | Wróżka tarota (cameo, odc. 1)    | tvN                |
| 2013    | Jikjang-ui shin                       | Kim Jeom-seon                    | KBS2               |
| 2016    | Signal                                | Cha Soo-hyun                     | tvN                |
| 2017    | Nangmandakteo Kim Sa-bu               | Lee Young-jo (cameo, odc. 20-21) | SBS                |
| 2020    | Hyena                                 | Jung Geum-ja                     | SBS                |

## Nagrody i nominacje
| Rok  | Nagroda                                        | Kategoria                                                  | Wynik     |
| ---- | ---------------------------------------------- | ---------------------------------------------------------- | --------- |
| 1987 | 23. Baeksang Arts Awards                       | Najlepsza nowa aktorka filmowa (Ggambo)                    | Wygrana   |
| 1988 | KBS Drama Awards                               | Najlepsza nowa aktorka (Sun Shim-yi)                       | Wygrana   |
| 1991 | 27. Baeksang Arts Awards                       | Najpopularniejsza aktorka telewizyjna (Jaemiitneun sesang) | Wygrana   |
| 1993 | 31st Grand Bell Awards                         | Najlepsza aktorka (Cheot sarang)                           | Nominacja |
| 1993 | 14th Blue Dragon Film Awards                   | Najlepsza aktorka (Cheot sarang)                           | Wygrana   |
| 1995 | 31. Baeksang Arts Awards                       | Najpopularniejsza aktorka filmowa (Yeongwonhan jegug)      | Wygrana   |
| 1995 | 16th Blue Dragon Film Awards                   | Najlepsza aktorka (Dr. Bong)                               | Wygrana   |
| 1995 | MBC Drama Awards                               | Top Excellence Award, Actress (Jjak)                       | Wygrana   |
| 1996 | 32. Baeksang Arts Awards                       | Najlepsza aktorka telewizyjna (Gomtang)                    | Wygrana   |
| 1996 | 34th Grand Bell Awards                         | Najlepsza aktorka (Dr. Bong)                               | Nominacja |
| 1996 | MBC Drama Awards                               | Top Excellence Award, Actress (Jjak)                       | Nominacja |
| 1996 | MBC Drama Awards                               | Grand Prize (Daesang) (Jjak)                               | Wygrana   |
| 1999 | 12th Grimae Awards                             | Najlepsza aktorka (Kuk-hee)                                | Wygrana   |
| 1999 | MBC Drama Awards                               | Top Excellence Award, Actress                              | Wygrana   |
| 2003 | KBS Drama Awards                               | Top Excellence Award, Actress (Jang Hee-bin)               | Nominacja |
| 2003 | KBS Drama Awards                               | Grand Prize (Daesang) (Jang Hee-bin)                       | Wygrana   |
| 2004 | 12th Chunsa Film Art Awards                    | Najlepsza aktorka (Eolguleobtneun minyeo)                  | Wygrana   |
| 2004 | 25th Blue Dragon Film Awards                   | Najlepsza aktorka (Eolguleobtneun minyeo)                  | Nominacja |
| 2004 | 3rd Korean Film Awards                         | Najlepsza aktorka (Eolguleobtneun minyeo)                  | Nominacja |
| 2004 | MBC Drama Awards                               | Top Excellence Award, Actress (Hankangsutareyong)          | Wygrana   |
| 2005 | 41. Baeksang Arts Awards                       | Najlepsza aktorka filmowa (Eolguleobtneun minyeo)          | Wygrana   |
| 2005 | 42nd Grand Bell Awards                         | Najlepsza aktorka (Eolguleobtneun minyeo)                  | Wygrana   |
| 2005 | 4th Korean Film Awards                         | Najlepsza aktorka (Czerwone pantofelki)                    | Nominacja |
| 2005 | Dong-A TV Fashion Beauty Awards                | Fashion Icon Award                                         | Wygrana   |
| 2006 | Pyeongtaek Film Festival                       | New Currents Best Actress (Tajja)                          | Wygrana   |
| 2006 | 14th Chunsa Film Art Awards                    | Nagroda popularności (Tajja)                               | Wygrana   |
| 2006 | 14th Chunsa Film Art Awards                    | Najlepsza aktorka (Tajja)                                  | Wygrana   |
| 2006 | 43rd Grand Bell Awards                         | Najlepsza aktorka (Czerwone pantofelki)                    | Nominacja |
| 2006 | 27th Blue Dragon Film Awards                   | Popular Star Award (Tajja)                                 | Wygrana   |
| 2006 | 27th Blue Dragon Film Awards                   | Najlepsza aktorka (Tajja)                                  | Wygrana   |
| 2006 | 23rd Korea Best Dresser Swan Awards            | Najlepiej ubrana, kategoria aktorka filmowa                | Wygrana   |
| 2007 | 1st Asian Film Awards                          | Najlepsza aktorka (Tajja)                                  | Nominacja |
| 2007 | 43. Baeksang Arts Awards                       | Najlepsza aktorka filmowa (Tajja)                          | Nominacja |
| 2007 | Newport Beach Film Festival                    | Nagroda Jury dla najlepszej aktorki (Tajja)                | Wygrana   |
| 2007 | Korea Movie Star Awards                        | Najlepsza aktorka (Tajja)                                  | Wygrana   |
| 2007 | 44th Grand Bell Awards                         | Najlepsza aktorka (Tajja)                                  | Nominacja |
| 2007 | 8th Korea Visual Arts Festival                 | Nagroda za fotogeniczność (Tajja)                          | Wygrana   |
| 2007 | 6th Korean Film Awards                         | Najlepsza aktorka (Tajja)                                  | Nominacja |
| 2008 | 2nd Asian Film Awards                          | Najlepsza aktorka drugoplanowa (Johji-anihanga)            | Nominacja |
| 2009 | 2nd Style Icon Awards                          | Ikona roku                                                 | Wygrana   |
| 2009 | SBS Drama Awards                               | Top 10 Stars (Style)                                       | Wygrana   |
| 2009 | SBS Drama Awards                               | Top Excellence Award, Actress (Style)                      | Nominacja |
| 2011 | 48th Grand Bell Awards                         | Najlepsza aktorka (Yicheungui akdang)                      | Nominacja |
| 2011 | 32nd Blue Dragon Film Awards                   | Popular Star Award (Yicheungui akdang)                     | Wygrana   |
| 2011 | 32nd Blue Dragon Film Awards                   | Najlepsza aktorka (Yicheungui akdang)                      | Nominacja |
| 2012 | 20th Korean Culture and Entertainment Awards   | Top Excellence Award, Actress in Film (Dodookdeul)         | Wygrana   |
| 2013 | 7th Asian Film Awards                          | Najlepsza aktorka drugoplanowa (Dodookdeul)                | Nominacja |
| 2013 | 8th Mnet 20's Choice Awards                    | 20's Drama Star - Female (Jikjangui shin)                  | Nominacja |
| 2013 | 34th Blue Dragon Film Awards                   | Najlepsza aktorka drugoplanowa (Gwansang)                  | Nominacja |
| 2013 | 6th Korea Drama Awards                         | Wielka nagroda (Daesang) (Jikjangui shin)                  | Nominacja |
| 2013 | 2. APAN Star Awards                            | Top Excellence Award, Actress (Jikjangui shin)             | Nominacja |
| 2013 | 21st Korean Culture and Entertainment Awards   | Wielka nagroda (Daesang) – seriale (Jikjangui shin)        | Wygrana   |
| 2013 | KBS Drama Awards                               | Najlepsza para (z Oh Ji-ho) (Jikjangui shin)               | Wygrana   |
| 2013 | KBS Drama Awards                               | Excellence Award, Actress in a Miniseries (Jikjangui shin) | Nominacja |
| 2013 | KBS Drama Awards                               | Top Excellence Award, Actress (Jikjangui shin)             | Nominacja |
| 2013 | KBS Drama Awards                               | Wielka nagroda (Daesang) (Jikjangui shin)                  | Wygrana   |
| 2014 | 50. Baeksang Arts Awards                       | Najlepsza aktorka telewizyjna (Jikjangui shin)             | Nominacja |
| 2015 | 10th APN Awards                                | Recipient (Chinatown)                                      | Wygrana   |
| 2015 | 24th Buil Film Awards                          | Najlepsza aktorka (Chinatown)                              | Nominacja |
| 2015 | 35th Korean Association of Film Critics Awards | Najlepsza aktorka (Chinatown)                              | Wygrana   |
| 2015 | 52nd Grand Bell Awards                         | Najlepsza aktorka (Chinatown)                              | Nominacja |
| 2015 | 36th Blue Dragon Film Awards                   | Najlepsza aktorka (Chinatown)                              | Nominacja |
| 2016 | 10th Asian Film Awards                         | Najlepsza aktorka (Chinatown)                              | Nominacja |
| 2016 | 21st Chunsa Film Art Awards                    | Najlepsza aktorka (Chinatown)                              | Wygrana   |
| 2016 | 52. Baeksang Arts Awards                       | Najlepsza aktorka telewizyjna (Signal)                     | Wygrana   |
| 2016 | 52. Baeksang Arts Awards                       | Najpopularniejsza aktorka filmowa (Chinatown)              | Nominacja |
| 2016 | 5th APAN Star Awards                           | Top Excellence Award, Actress in a Miniseries (Signal)     | Nominacja |
| 2016 | 25th Buil Film Awards                          | Najlepsza aktorka (Goodbye Single)                         | Nominacja |
| 2016 | tvN10 Awards                                   | Najlepsza aktorka (Signal)                                 | Wygrana   |
| 2016 | 1. Asia Artist Awards                          | Nagroda główna (Daesang) (Signal)                          | Nominacja |
| 2016 | 37. Blue Dragon Film Awards                    | Najlepsza aktorka (Goodbye Single)                         | Nominacja |